# Phân tán lực lượng
Phân tán lực lượng là hoạt động dàn trải binh lính, xe quân sự và các phương tiện chiến tranh khác trong một đội quân. Hoạt động này được sử dụng để giảm thiểu mức độ thiệt hại khi chiến đấu, chẳng hạn như từ bom và pháo. Hoạt động này buộc quân tấn công phải tăng số lượng đạn pháo cần thiết để vô hiệu hóa hoặc tiêu diệt một lực lượng quân sự đối địch khi họ đã phân tán khắp nơi.
Nếu một sư đoàn tăng gấp đôi diện tích khu vực triển khai chiến đấu hay khu vực chiếm đóng, sẽ phải cần tăng gấp đôi số lượng đạn pháo cần thiết để gây sát thương tương tự đối với họ. Khi càng nhiều mục tiêu được trải rộng ra, càng cần nhiều pháo và bom để bắn trúng tất cả.
Ở cấp độ đội hình, như trong các cuộc nổi dậy, để giảm thiểu tác động của lựu đạn, mìn,... và ở mức độ thấp hơn là đạn bắn từ súng tự động. Khi các binh sĩ phân tán đội hình, một quả lựu đạn khó có thể làm thương vong họ.
Phân tán lực lượng cũng được sử dụng trong chiến tranh du kích đô thị và là một chiến thuật của dân quân để chống lại quân đối thủ. Trong việc sử dụng này, việc chia nhỏ thành các nhóm lính nhỏ có nghĩa là làm cho việc loại bỏ toàn bộ đội quân cùng một lúc sẽ khó khăn hơn, bao gồm việc phát hiện cũng là điều khó khăn.
Trong chiến tranh Đông Dương, do phải đối mặt với quân Pháp mạnh hơn, các lực lượng Việt Minh đã phân tán lực lượng, họ chỉ hợp lại khi tổ chức tấn công vào thời điểm và địa điểm thích hợp. Trong nhiều năm chiến đấu, quân Pháp luôn nỗ lực tìm quân chủ lực Việt Minh để tiêu diệt, nhưng bất thành, đó là lý do Pháp cuối cùng quyết định lựa chọn Điện Biên Phủ để làm bẫy, dẫn dụ quân chủ lực Việt Minh đến để tiêu diệt.